# Alexander Czudaj
Alexander Czudaj (n. 18 septembrie 2002) este un bober ce a reprezentat Germania. A participat la Jocurile Olimpice de iarnă pentru tineret din 2020 în care a câștigat o medalie de aur.

## Participări
Lista de mai jos prezintă principalele competiții la care a participat Alexander Czudaj de-a lungul carierei.
- Jocurile Olimpice de iarnă pentru tineret din 2020[*][1][2][3]